# Черноморовский
Черноморовский — хутор в Октябрьском районе Волгоградской области России, в составе Шебалиновского сельского поселения.

## История
Дата основания не установлена. Под названием Черноморов хутор впервые обозначен на карте 1812 года. С 1951 года - в составе Ворошиловского района Сталинградской области (Октябрьского района Волгоградской области). C 1954 года - в составе Нижнекумского сельсовета. С 1959 года - в составе Шебалиновского сельсовета.

## География
Хутор расположен на берегах реки Мышкова в 5,4 км к юго-востоку от хутора Шебалино.

## Население
Динамика численности населения по годам:
| 2002 |
| ---- |
| 181  |

| 2010 |
| ---- |
| 174  |